# As-Suwajk
As-Suwajk (arab. السويق) – miasto w północnym Omanie, nad Zatoką Omańską, położone w muhafazie Szamal al-Batina. Według spisu ludności w 2020 roku liczyło 60,9 tys. mieszkańców. Jest siedzibą administracyjną wilajetu As-Suwajk, który w 2020 roku liczył ponad 184,5 tys. mieszkańców. Przemysł spożywczy.